# London Critics’ Circle Film Award/Beste britische Nebendarstellerin
Von 1998 bis 2011 wurde bei den London Critics’ Circle Film Awards die Beste britische Nebendarstellerin geehrt. Seit 2012 wird die Kategorie ohne Nationalitätsbezug vergeben.
Bisher war nur Minnie Driver zweimal erfolgreich.

## Preisträger
Anmerkung: Die Preisverleihung bezieht sich immer auf Filme des vergangenen Jahres, Preisträger von 2012 stammen also aus dem Filmjahr 2011.
| Jahr | Preisträger      | Film                                                           |
| 1998 | Minnie Driver    | Ein Mann – ein Mord (Grosse Pointe Blank), Big Night, Sleepers |
| 1999 | Minnie Driver    | Good Will Hunting                                              |
| 1999 | Kate Beckinsale  | The Last Days of Disco                                         |
| 2000 | Lynn Redgrave    | Gods and Monsters                                              |
| 2001 | Samantha Morton  | Sweet and Lowdown                                              |
| 2002 | Helen Mirren     | Letzte Runde (Last Orders), Gosford Park                       |
| 2003 | Emily Watson     | Roter Drache (Red Dragon)                                      |
| 2004 | Emma Thompson    | Tatsächlich… Liebe (Love Actually)                             |
| 2005 | Romola Garai     | Inside I’m Dancing                                             |
| 2006 | Thandie Newton   | L.A. Crash (Crash)                                             |
| 2007 | Emily Blunt      | Der Teufel trägt Prada (The Devil Wears Prada)                 |
| 2008 | Kelly Macdonald  | No Country for Old Men                                         |
| 2008 | Vanessa Redgrave | Abbitte (Atonement)                                            |
| 2009 | Tilda Swinton    | Der seltsame Fall des Benjamin Button                          |
| 2010 | Anne-Marie Duff  | Nowhere Boy                                                    |
| 2011 | Olivia Williams  | Der Ghostwriter                                                |